# Cantón de Combles
El cantón de Combles era una división administrativa francesa, que estaba situada en el departamento de Somme y la región de Picardía.

## Composición
El cantón estaba formado por diecinueve comunas:
- Carnoy
- Combles
- Curlu
- Équancourt
- Étricourt-Manancourt
- Flers
- Ginchy
- Gueudecourt
- Guillemont
- Hardecourt-aux-Bois
- Hem-Monacu
- Lesbœufs
- Longueval
- Maricourt
- Maurepas
- Mesnil-en-Arrouaise
- Montauban-de-Picardie
- Rancourt
- Sailly-Saillisel

## Supresión del cantón de Combles
En aplicación del Decreto nº 2014-263 de 26 de febrero de 2014, el cantón de Combles fue suprimido el 22 de marzo de 2015 y sus 19 comunas pasaron a formar parte; quince del nuevo cantón de Péronne, y cuatro del nuevo cantón de Albert.